# 澳門科技大學運動場
澳門科技大學運動場落座於澳門科技大學內的第一個運動場館，於2005年10月11日由澳門奧林匹克委員會第一副主席蕭威利揭幕。
運動場佔地面積44,800平方米，草地面積: 105米 x 68米，可容納觀眾1,684人。運動場附設運動員專用更衣室、裁判員更衣室和競賽工作室等。2005年東亞運動會和2006年葡語系運動會部分足球比賽都在這裡進行，2007年度澳門甲組足球聯賽和澳門18歲組聯賽亦大部分在此進行。
澳門科技大學於2018年8月1日起暫停與體育局合作，且表示在運動場重建後自行管理有關設施。

## 設備
由於澳門科技大學運動場是為了2005年東亞運動會的舉辦而興建及趕工，故相關設備不一。

## 大型活動
- 2005年東亞運動會
- 2006年葡語系運動會

## 交通

### 公共巴士
T417 科大／機場貨運站（M.U.S.T.／Terminal de Carga do Aeroporto）
路線：35、50B、51、MT4、N5
T429 機場大馬路／科大醫院（Av. do Aeroporto／M.U.S.T.-Hospital）
路線：51、MT4

### 輕軌
█  氹仔線科大站

## 外部連結
- 澳門科技大學足球/田徑運動場 澳門體育局